# Trois étoiles et un meurtre

 Trois étoiles et un meurtre est un roman policier de Peter May publié en 2019. Le récit se déroule dans une région volcanique sur le plateau proche de la ville de Thiers, en Auvergne dans le milieu de la haute gastronomie.

## Résumé
L'inspecteur de police Enzo Macleod est envoyé sur sur le plateau proche de la ville de Thiers, en Auvergne, où sept ans plus tôt un meurtre a été commis en pleine nature, celui du grand chef apprécié de tous, Marc Fraysse, trois étoiles au Guide Michelin, près d'un buron en altitude, le restaurateur ayant été tué à l'arme à feu, sur le trajet qu'il avait coutume d'emprunter pour sa course à pied quotidienne. La veille de sa mort il avait convoqué la presse pour une importante communication, sur fond de rumeurs des plus malveillante alléguant qu'il serait sur le point de perdre une étoile au guide Michelin.
Sept ans plus tard, Enzo MacLeod revient sur les lieux du crime, pour un séjour dans l'auberge où continue d’œuvrer son second et enquête sur le passé mystérieux et l'entourage complexe de la victime: épouse jalouse, maîtresse quittée peu avant le meurtre, frère envahissant, critique acerbe.

## Principaux personnages
- Enzo Macleod : un ex-inspecteur de police à Édimbourg.
- Dominique Chabal : la gendarme qui accepte de reprendre l'enquête avec lui.